# MNK Dudovo Bure Pakrac
Malonogometni klub "Dudovo Bure" (MNK Dudovo Bure; Dudovo Bure Pakrac; Dudovo bure; Dudovo Bure) je bio futsal (malonogometni) klub iz Pakraca, Požeško-slavonska županija. 

## O klubu
"Dudovo Bure" je neformalno počeo s djelovanjem 1980. godine, nastupajući po raznim turnirima. 1984. godine se klub službeno registrira i postaju prvi registrirani malonogometni klub na području tadašnje SFRJ. Klub 1987. godine osvaja 2. mjesto u tadašnjem neslužbenom prvenstvu Jugoslavije, dva puta igra u završnici YURK jugoslavenskog revijalnog kupa, sudjeluje i pobjeđuje na brojnim turnirima (posebno se ističu 1988. i 1989. godina kada pobjeđuju na jakim turnirima u Pakracu i Bosanskoj Dubici, te na međunarodnom novogodišnjem turniru u Parizu).  

Klub je nastupio i na sva tri prvenstva SR Hrvatske, te je 1990.-ih bio član 1. HMNL. 
 
Klub je povremeno u dodatku imao i nazive sponzora 
 
Za "Dudovo Bure" su pretežno nastupali igrači iz Pakraca i Lipika. 

## Uspjesi
Prvenstvo Jugoslavije (neslužbeno)
- doprvak: 1987.

## Plasmani po sezonama
| sezona                    | rang                      | liga                      | poz.                      | klubova u ligi            | ut                        | pob                       | ner                       | por                       | gol+                      | gol-                      | bod                       | doigravanje               | napomena                  | izvori                    |
| Dudovo Bure Pakrački list | Dudovo Bure Pakrački list | Dudovo Bure Pakrački list | Dudovo Bure Pakrački list | Dudovo Bure Pakrački list | Dudovo Bure Pakrački list | Dudovo Bure Pakrački list | Dudovo Bure Pakrački list | Dudovo Bure Pakrački list | Dudovo Bure Pakrački list | Dudovo Bure Pakrački list | Dudovo Bure Pakrački list | Dudovo Bure Pakrački list | Dudovo Bure Pakrački list | Dudovo Bure Pakrački list |
| ------------------------- | ------------------------- | ------------------------- | ------------------------- | ------------------------- | ------------------------- | ------------------------- | ------------------------- | ------------------------- | ------------------------- | ------------------------- | ------------------------- | ------------------------- | ------------------------- | ------------------------- |
| 1991./92.                 | I.                        | 1. HMNL                   | 9.                        | 12                        | 11                        | 3                         | 2                         | 6                         | 34                        | 48                        | 8                         |                           | igrano turnirski          |                           |
|                           |                           |                           |                           |                           |                           |                           |                           |                           |                           |                           |                           |                           |                           |                           |
| Dudovo Bure               |                           |                           |                           |                           |                           |                           |                           |                           |                           |                           |                           |                           |                           |                           |
| 1992./93.                 | I.                        | 1. HMNL                   | 9.                        | 11 (12)                   | 10                        | 2                         | 2                         | 6                         | 34                        | 47                        | 6                         |                           | igrano turnirski          |                           |
| 1993./94.                 | I.                        | 1. HMNL                   | 10.                       | 11                        | 20                        | 2                         | 6                         | 12                        | 53                        | 90                        | 10                        |                           |                           |                           |
| 1994./95.                 | I.                        | 1. HMNL - Sjever          | 11.                       | 12                        | 22                        | 3                         | 1                         | 18                        | 74                        | 132                       | 10                        | nisu se plasirali         |                           |                           |
|                           |                           |                           |                           |                           |                           |                           |                           |                           |                           |                           |                           |                           |                           |                           |
|                           |                           |                           |                           |                           |                           |                           |                           |                           |                           |                           |                           |                           |                           |                           |

## Poznati igrači
- Marijan Krpan
- Dubravko Ljevaković
- Davor Nigović
- Goran Popadić
- Marijan Prohaska
- Nikica Grlica

## Ostalo
Povodom obilježavnja 40. obljetnice osnivanja kluba, članovi Goran Popadić i Davor Nigović, redateljica filma Renata Lučić i producent Filip Filković predstavili su dokumentarni film Samo je nebo granica. Film traje 50 minuta i podsjetio je na prošlost stvaranja, rada i uspjeha mnogih generacija Lipika i Pakraca. Također je za prigodu obljetnice u Lipiku održan prigodni veteranski malonogometni turnir, a zatim i revijalna utakmica selekcije grada Zagreba U-19 protiv selekcije Lipika i Pakraca U-19

## Unutrašnje poveznice
- Pakrac